# Talnique
Telnique è un comune del dipartimento di La Libertad, in El Salvador.